# Свети Архангел Михаил (Асамати)
Вижте пояснителната страница за други значения на Свети Архангел Михаил.
„Свети Архангел Михаил“, наричана и „Свети Наум“ („Свети Нюм“) (на македонска литературна норма: „Свети Архангел Михаил“), е възрожденска църква в преспанското село Асамати, част от Преспанско-Пелагонийската епархия на Македонската православна църква – Охридска архиепископия.
Храмът е гробищен, разположен до селото, на самия бряг на Преспанското езеро. Представлява еднокорабна сграда с покрив на две води, към която по-късно от юг, запад и север са прилепени затворени тремове. Апсидата на изток е полукръгла.
До западната стена има постамент от римска надгробна плоча с повреден нечетлив надпис. Плочата е донесена много отдавна и местопроизходът и е неизвестен.
От запазения надпис на източната стена на олтарното пространство се разбира, че църквата е живописана в 1636 година, като в олтарното пространство е запазена ценна живопис от това време – вероято дело на майстори от Линотопската художествена школа. Запазени са няколко композиции и единични образи на Свети Атанасий, Свети Василий, Свети Йоан Златоуст и Свети Григорий, като участници в архиерейска литургия, изобразени в долната зона от нишата на апсидата. Над тях е Богородица с малкия Христос пред себе си, а в най-горната зона е композицията Възнесение Христово. Вляво и вдясно от апсидалната конха е Благовещение с Архангел Михаил и Богородица. В малката полукръгла ниша от протезиса е изобразен Свети Първомъченик Стефан. Неизвестният автор притежава значителни художествени умения. На високата олтарна преграда има няколко икони от 1931 година.